# Tremex magus
Tremex magus är en stekelart som först beskrevs av Fabricius 1787.  Tremex magus ingår i släktet Tremex, och familjen vedsteklar. Arten har ej påträffats i Sverige.